# اندرئو بوئنافوئنته
اندرئو بوئنافوئنته (کاتالونیایی: Andreu Buenafuente؛ ‏ ۲۴ ژانویه ۱۹۶۵) مجری شبانگاهی برنامه تلویزیونی، طنزپرداز و تهیه‌کننده تلویزیونی کاتالان اهل اسپانیا است. وی همچنین بنیان‌گذار گروه «ال ترات» است و در شبکه‌های تی‌وی۳، آنتنا ۳ و لاسکستا کار کرده‌است. وی همچنین چند اثر رادیویی دارد و چند کتاب نیز از سخنرانی‌ها و تک‌گویی‌هایش خود به چاپ رسانده‌است.
او همسرش سیلویا آبریل مجریان مراسم سی و سومین دورهٔ جوایز گویا بودند.
از فیلم‌ها یا مجموعه‌های تلویزیونی که وی در آن‌ها نقش داشته‌است، می‌توان به چندی بعد و تورنته، مأمور خرفت قانون اشاره نمود.